# Commercial International Bank
Commercial International Bank o CIB (en árabe البنك التجاري الدولي) es un banco egipcio, uno de los mayores bancos en el sector privado de Egipto.

## Historia
El Commercial International Bank fue fundado en 1975, con propiedad compartida por el National Bank of Egypt (51%) y el Chase Manhattan Bank (49%) bajo el nombre de "Chase National Bank of Egypt".
En 1987, tras la decisión del Chase Bank de vender su participación, el National Bank of Egypt aumentó su participación hasta el 99,9%, y el banco cambió su nombre a "Commercial International Bank - Egipto." El National Bank of Egypt bajó de forma continuada su participación accionarial mediante varias ofertas públicas de venta, hasta alcanzar el 18,7%.
En 2006, un consorció liderado por Ripplewood Holdings adquirió la participación del National Bank of Egypt. En julio de 2009, Actis Capital adquirió el 9,1% en el Commercial International Bank, convirtiéndose así en el mayor propietario de las acciones del banco.
Entre marzo y mayo de 2014 Actis se deshizo de sus acciones en el banco en favor de fondos de inversión internacionales. A finales de 2015 el Commercial International Bank adquirió las acciones de Citibank-Egipto en la bolsa de valores egipcia e incluyó todas sus sucursales en su gestión.
En abril de 2022 uno de los fondos soberanos de Abu Dhabi, el ADQ, adquirió una participación en el banco por valor de $911 millones.